# اس‌یو زن برزنجیر
اس‌یو زن برزنجیر یک ستاره است که در صورت فلکی آندرومدا قرار دارد.